# Șieuț (gmina)
Șieuț – gmina w Rumunii, w okręgu Bistrița-Năsăud. Obejmuje miejscowości Lunca, Ruștior, Sebiș i Șieuț. W 2011 roku liczyła 2652 mieszkańców.